# Municipio de Cream Ridge
El municipio de Cream Ridge (en inglés: Cream Ridge Township) es un municipio ubicado en el condado de Livingston en el estado estadounidense de Misuri. En el año 2010 tenía una población de 524 habitantes y una densidad poblacional de 4,4 personas por km².

## Geografía
El municipio de Cream Ridge se encuentra ubicado en las coordenadas 39°55′35″N 93°31′29″O / 39.92639, -93.52472. Según la Oficina del Censo de los Estados Unidos, el municipio tiene una superficie total de 119.01 km², de la cual 118,31 km² corresponden a tierra firme y (0,58 %) 0,69 km² es agua.

## Demografía
Según el censo de 2010, había 524 personas residiendo en el municipio de Cream Ridge. La densidad de población era de 4,4 hab./km². De los 524 habitantes, el municipio de Cream Ridge estaba compuesto por el 96,76 % blancos, el 0,38 % eran afroamericanos, el 0,38 % eran amerindios, el 0,38 % eran asiáticos, el 0,95 % eran de otras razas y el 1,15 % eran de una mezcla de razas. Del total de la población el 2,29 % eran hispanos o latinos de cualquier raza.